# Cemal Mersinli
Ne pas confondre avec Djemal Pacha.
Mehmed Djemal Pacha, en turc Mersinli Cemal Paşa, surnommé Küçük Djemal (« Djemal le petit »), devenu sous la République : Cemal Mersinli, est un militaire et homme politique de l'Empire ottoman puis de la République de Turquie, né en 1875 à Mersin et mort le 7 octobre 1941 (ou le 9) à Ankara. Pacha est un titre de fonction.

## Carrière sous l'Empire ottoman

Mehmed Djemal Pacha avec deux enfants à la cathédrale Saint-Georges de Jérusalem, 1917.

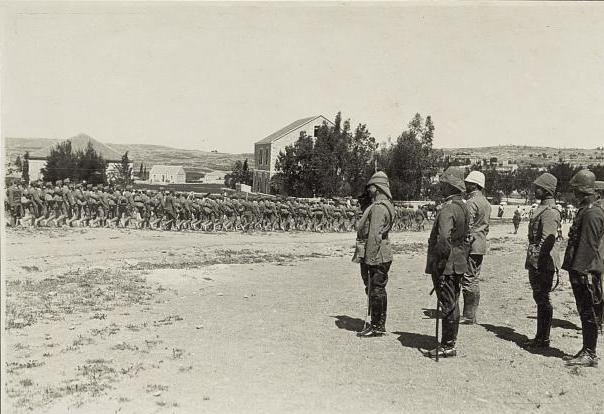
Mehmed Djemal Pacha passant en revue le contingent austro-hongrois à Jérusalem, 1916.

Mehmed Djemal, fils d'Osman Hasip Bey, entre en 1892 à l'École militaire ottomane (Mekteb-i Füsûn-u Harbiyye-i Şâhâne). Il sert comme officier dans la 2e armée ottomane, basée dans les Balkans et qui devient en 1912 l'Armée de l'Ouest (en). Il est inspecteur des fortifications de Chtip, Köprülü et Skopje.
Il participe à la première guerre balkanique (1912-1913). En octobre 1912, il se distingue lors du siège de Shkodër (en) en Albanie ottomane. En juillet 1913, il est élevé au rang de pacha.
En novembre 1914, il est nommé commandant du VIIIe corps d'armée (en), faisant partie de la 4e armée, basée en en Syrie, et promu au grade de général de division (Mirliva). C'est à cette époque qu'il est surnommé « Djemal le petit » pour le distinguer de son supérieur Djemal Pacha, chef de l'armée de Syrie et membre du triumvirat des Trois Pachas, qui était appelé « Büyük Djemal » (« Djemal le grand »). En janvier-février 1915, il participe à l'offensive contre le canal de Suez.
En septembre 1917, la 4e armée est retirée du front principal, dans le sud-ouest de la Palestine, laissant la place à deux nouvelles unités, les 7e et 8e armées. La 4e armée doit tenir le centre et le nord de la Syrie ainsi que les confins de l'Arabie ottomane où elle fait face à la révolte arabe.
En février 1918, Mehmed Djemal remplace Djemal Pacha, rappelé à Constantinople, à la tête de la 4e armée. Plusieurs intellectuels nationalistes arabes contemporains le jugent « bien disposé envers les Arabes », contrairement à son prédécesseur qui s'était rendu impopulaire par sa politique de répression brutale. Il fait suspendre les exécutions et remettre en liberté plusieurs prisonniers politiques. Le Palestinien Khalil Sakakini, libéré de prison par le nouveau commandant, écrit : « Djemal Pacha al-Saghir (« le petit ») peut être petit par son nom mais il est grand par sa renommée. Ce sont des chefs comme lui qui bâtissent des nations. Partout où il va, les gens parlent de lui avec beaucoup d'amour et de respect ». Le général allemand Otto Liman von Sanders, commandant du groupe d'armées de Palestine, note dans ses Mémoires que Mehmed Djemal est un homme connu et apprécié des habitants qui passent par lui pour transmettre leurs requêtes à Constantinople. Il bénéficie aussi de la publication des accords Sykes-Picot, qui prévoyaient un partage du Proche-Orient entre Français et Britanniques, faisant comprendre aux Arabes qu'ils n'ont rien à attendre de la Triple-Entente : dans la seule ville de Naplouse, plusieurs centaines d'Arabes vont s'engager dans l'armée ottomane. Sous les ordres de Mehmed Djemal, la 4e armée combat les rebelles arabes avec un certain succès sur la rive orientale de la mer Morte et du Jourdain. En juillet 1918, il est promu général de corps d'armée (Ferik).
Cependant, la grande offensive britannique du général Edmund Allenby, en septembre 1918, oblige la 4e armée à battre en retraite. Elle échappe à l'encerclement, en abandonnant de nombreux prisonniers, lors de la bataille d'Amman (25 septembre) puis de la bataille de Damas (30 septembre-1er octobre). Mehmet Djemal, qui ne veut pas se battre dans Damas, confie le commandement de la ville à son adjoint Behjet Bey qui le transmet à un nationaliste arabe, Choukri al-Ayoubi, ancien officier ottoman devenu représentant de l'émir Fayçal. Les troupes ottomanes évacuent la ville sans combat. Mehmed Djemal est alors rappelé à Constantinople.

## Guerre d'indépendance et république de Turquie

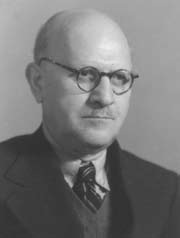
Cemal Mersinli, député à la Grande Assemblée nationale de Turquie, v. 1921-1941.

Après l'armistice de Moudros (30 octobre 1918) par lequel l'Empire ottoman se retire du conflit et passe sous la tutelle des Alliés, Mehmed Djemal est envoyé à Konya en janvier 1919 comme inspecteur de la 2e armée. Il prend contact avec les nationalistes turcs regroupés autour de Mustafa Kemal. En juillet 1919, il est nommé inspecteur des écoles militaires.
En octobre 1919, il devient ministre de la Guerre dans le gouvernement du grand vizir Ali Rıza Pacha (en) où il se conduit comme représentant officieux du gouvernement provisoire kémaliste. Devenu suspect aux occupants britanniques, il doit démissionner le 20 janvier 1920 avant d'être arrêté le 15 mars : il est envoyé en relégation à Malte. En novembre 1921, il rentre en Turquie à la faveur d'un échange de prisonniers après la bataille de la Sakarya.
Il est élu député de la Grande Assemblée nationale de Turquie. Le 17 juin 1926, il est arrêté sur le soupçon d'avoir participé à un complot en vue d’assassiner Mustafa Kemal mais déclaré non coupable lors d’un procès le 13 juillet.
Il reste ensuite à l'écart de la vie politique jusqu'à la mort de Mustafa Kemal. Il est alors élu député de Mersin le 20 mars 1939 comme candidat du parti kémaliste CHP. Il meurt à Ankara le 7 ou le 9 octobre 1941.

## Sources et bibliographie
- (en) Cet article est partiellement ou en totalité issu de l’article de Wikipédia en anglais intitulé « Cemal Mersinli » (voir la liste des auteurs) dans sa version du 17 mai 2018.

- (tr) Cet article est partiellement ou en totalité issu de l’article de Wikipédia en turc intitulé « Cemal Mersinli » (voir la liste des auteurs) dans sa version du 17 juillet 2017.
- (en) Salīm Tamārī, The Great War and the remaking of Palestine, Oakland, California, University of California Press, 2017, 207 p. (ISBN 978-0-520-29125-6 et 978-0-520-29126-3, OCLC 1007502684, lire en ligne).
- (en) Touraj Atabaki et Erik J Zurcher, Men of order : authoritarian modernization under Atatürk and Reza Shah, London New York, I.B. Tauris Distributed in the United States by Palgrave Macmillan, 2004, 293 p. (ISBN 978-0-85771-469-5, OCLC 1055555432, lire en ligne), p. 181
- (en) Edward J Erickson (préf. General Hüseyin Kivrikoğlu), Ordered to die : a history of the Ottoman army in the First World War, Westport, CT, Greenwood Press, coll. « Contributions in military studies » (no 201), 2001, 265 p. (ISBN 978-0-313-31516-9, OCLC 43481698, lire en ligne)